# Euacidalia rosea
Euacidalia rosea là một loài bướm đêm trong họ Geometridae.